# بيتر روبنسون (كاتب)
بيتر روبنسون (بالإنجليزية: Peter Robinson)‏‏ (17 مارس 1950 - 4 أكتوبر 2022) كاتب، وشاعر، وروائي من إنجلترا.

## الجوائز
- جائزة إدغار[19]
- جائزة مارتن بيك [الإنجليزية]‏[19]
- جائزة الخنجر في المكتبة [الإنجليزية]‏
- جائزة أنطوني [الإنجليزية]‏[19]
- الجائزة الكبرى لأدب الشرطة [الإنجليزية]‏[19]
- جائزة بال روزينكرانتز  [لغات أخرى]‏[19]
- جائزة باري [الإنجليزية]‏[19]
- جائزة الذعر [الإنجليزية]‏[19]

## روابط خارجية
- بيتر روبنسون على موقع IMDb (الإنجليزية)
- بيتر روبنسون على موقع قاعدة بيانات الفيلم (الإنجليزية)